# Dendrofili
Dendrofili är en av de mest ovanliga erkända sexuella parafilierna i världen och uttrycker sig i en särskild sexuell eller sensuell attraktion till träd. Det är inte känt vad som får dem att dras till träd men många sexologer är tämligen eniga om att parafilin uttrycker sig på samma sätt som zoofili eller tidelag som det också kallas, där attraktionen grundar sig på en särskild läggning till levande arter där inte människan eller människosläktet är inkluderat. Detta kan betyda att zoofiler inte attraheras av apor men detta gäller inte alla.
Dokumentation angående dendrofili har funnits mycket länge och det finns exempel där man har haft "sex" med trädstammar, grenar och rötter i ceremoniella syften. Frågan är dock om dessa handlingar endast stöds av religionen ifråga eller om det verkligen rör sig om en parafili. Vissa fall har beskrivit då män onanerat till trädstammars rötter vilket följts av en utlösning på trädets stam.